# Acidez

Animación que muestra el proceso de titulación y que permite observar la forma de hacer una gráfica de valoración ácido-base.

La acidez es la cualidad de un ácido. Pueden presentar características tales como sabor agrio, liberación de hidrógeno, o pH menor que 7 (a 25 °C). La escala más común para cuantificar la acidez o la basicidad es el pH, que solo es aplicable para disolución acuosa. Sin embargo, fuera de disoluciones acuosas también es posible determinar y cuantificar la acidez de diferentes sustancias. Se puede comparar, por ejemplo, la acidez de los gases dióxido de carbono (CO2, ácido), trióxido de azufre (SO3, ácido más fuerte) y dinitrógeno (N2, neutro).
Asimismo, en amoníaco líquido el sodio metálico será más básico que el magnesio o el aluminio.

## Acidez en los alimentos
En alimentos el grado de acidez indica el contenido en ácidos libres; el cual es usado como un parámetro de calidad en los alimentos; mediante las determinaciones del índice de acidez o el Valor ácido (V.A) presentes en ellos.
Comúnmente la acidez se determina mediante una valoración (volumetría) con un reactivo básico. El resultado (para el índice de acidez) se expresa como el porcentaje del ácido predominante en el material. Así, por ejemplo, en aceites es el porcentaje total de ácido considerando que toda la acidez procede del ácido oléico, aunque también contenga otros ácidos, como el pálmítico o el esteárico; en zumo de frutas es la proporción en ácido cítrico; en leche  en ácido láctico. En algunos casos la acidez viene expresada en grados, que representa los gramos de ácido principal equivalente por cada 100 gramos de alimento, como la acidez del vinagre (el vinagre comercial es de 6.º de ácido acético), o los aceites de oliva virgen, de mayor calidad, que presentan una acidez inferior a 1.º, etc.

### Tipos de acidez
A nivel industrial, se consideran dos tipos de acidez. Se tiene la acidez natural y la acidez desarrollada. 
- La acidez natural:La que se debe a la composición natural del alimento o sustancia, por ejemplo la naranja
- La acidez desarrollada: La que se debe a la acidificación de la sustancia ya sea por procesos térmicos, enzimáticos o microbiológicos.

La que posee importancia en el aspecto tecnológico es la desarrollada. Esta suele determinar la sanidad industrial de la sustancia para obtener productos secundarios.

## Determinación de acidez
La acidez de una sustancia se puede determinar por métodos volumétricos. Esta medición se realiza mediante una titulación, la cual implica siempre tres agentes o medios: el titulante, el titulado (o analito) y el indicador.
Cuando un ácido y una base reaccionan, se produce una reacción; reacción que se puede observar con un indicador. Un ejemplo de indicador, y el más común, es la fenolftaleína (C20 H14 O4), que vira (cambia) de color a rosa cuando se encuentra presente una reacción ácido-base.
El agente titulante es una base, y el agente titulado es el ácido o la sustancia que contiene el ácido.
El procedimiento se realiza con un equipo de titulación que consiste en una bureta, un vaso de precipitado, un soporte universal y un anillo con su nuez. Se adicionan dos o tres gotas de fenolftaleína (o colorante) y se comienza a titular (dejar caer gota a gota del agente titulante sobre el titulado) hasta obtener un ligero vire a rosa (en el caso de la fenolftaleína) que dure 30 segundos cuando mínimo. Si es muy oscuro, la titulación ha fracasado. Se mide la cantidad de agente titulante gastado (o gasto de bureta) y se utiliza la normalidad de la sustancia.
Se emplea entonces la siguiente fórmula:
{\displaystyle Acidez={\frac {(GB)(N)(Peq)}{A}}\,}
Donde 
GB = Gasto de bureta [se mide en] mL.
N = Normalidad del agente titulante.
Peq = Peso equivalente del ácido de muestra
A = Alícuota en mL de muestra (titulada).
La fórmula determina la cantidad de gramos del ácido determinado por mililitro de muestra ({\displaystyle {\frac {g}{mL}}\,})
Si queremos obtener la acidez en función del porcentaje entonces multiplicaremos el resultado por 100.
El Peq de una ácido se calcula dividendo el Peso molecular entre el número de iones H+ que cede en la valoración.
Por ejemplo: el peso equivalente del HCl es 36,46, ya que su PM peso molecular es de 36,46 (H = 1,01 Da + Cl = 35,45 Da) y solo tiene un ion H+. De esa forma se puede determinar la acidez de cualquier sustancia.
Los agentes titulantes a emplear varían según el ácido a determinar. Por ejemplo, si queremos saber la acidez de ácido oleico utilizaremos hidróxido de potasio (KOH), o si vamos a determinar ácido láctico emplearemos hidróxido de sodio (NaOH).

## Ácidos y bases cotidianos
Ejemplos de propiedades de acidez o alcalinidad en compuestos comunes:
Ácidos
- Ácido acético (CH3COOH). Vinagre (conservante de alimentos).
- Ácido cítrico (H3C6H5O7). Aromatizante (sabor a limón).
- Ácido fosfórico (H3PO4). Removedor de óxido en aleaciones de hierro (fosfatizante).
- Ácido bórico (H3BO3). Antiséptico, insecticida.
- Ácido clorhídrico (HCl). Ácido muriático. Removedor de sarro de cerámicas, azulejos, etc.

Bases
- Hidróxido de sodio (NaOH). Soda cáustica. Limpieza de horno, destapador de cañerías, removedor de grasas
- Amoníaco (NH3). Desengrasantes para pisos, azulejos, etc.
- Bicarbonato de sodio (NaHCO3). Antiácido, leudante químico.